# العلاقات الصينية الرواندية
العلاقات الصينية الرواندية هي العلاقات الثنائية التي تجمع بين الصين ورواندا.

## مقارنة بين البلدين
هذه مقارنة عامة ومرجعية للدولتين:
| وجه المقارنة                                              | الصين                    | رواندا                                        |
| --------------------------------------------------------- | ------------------------ | --------------------------------------------- |
| المساحة (كم2)                                             | 9.60 مليون               | 26.34 ألف                                     |
| عدد السكان (نسمة)                                         | 1.33 مليار               | 12.21 مليون                                   |
| الكثافة السكانية (ن./كم²)                                 | 138.54                   | 463.55                                        |
| العاصمة                                                   | بكين                     | كيغالي                                        |
| اللغة الرسمية                                             | اللغة الصينية القياسية   | اللغة الكينيارواندا، لغة إنجليزية، لغة فرنسية |
| العملة                                                    | رنمينبي                  | فرنك رواندي                                   |
| الناتج المحلي الإجمالي (بليون دولار)                      | 12.24 تريليون            | 9.14 مليار                                    |
| الناتج المحلي الإجمالي (تعادل القوة الشرائية) بليون دولار | 19.82 تريليون            | 20.46 مليار                                   |
| الناتج المحلي الإجمالي الاسمي للفرد دولار أمريكي          | 8.03 ألف                 | 697                                           |
| الناتج المحلي الإجمالي للفرد دولار أمريكي                 | 13.21 ألف                | 1.66 ألف                                      |
| مؤشر التنمية البشرية                                      | 0.728                    | 0.483                                         |
| رمز المكالمات الدولي                                      | +86                      | +250                                          |
| رمز الإنترنت                                              | .cn، .中国 ‏، .中國 ‏      | .rw                                           |
| المنطقة الزمنية                                           | توقيت الصين، ت ع م+08:00 | ت ع م+02:00                                   |

## منظمات دولية مشتركة
يشترك البلدان في عضوية مجموعة من المنظمات الدولية، منها:
| علم المنظمة | اسم المنظمة                                                | تاريخ انضمام الصين | تاريخ انضمام رواندا |
| ----------- | ---------------------------------------------------------- | ------------------ | ------------------- |
|             | مؤسسة التنمية الدولية                                      | 24 سبتمبر 1960     | 30 سبتمبر 1963      |
|             | يونسكو                                                     | 4 نوفمبر 1946      | 7 نوفمبر 1962       |
|             | وكالة ضمان الاستثمار متعدد الأطراف                         | 30 أبريل 1988      | 27 سبتمبر 2002      |
|             | الأمم المتحدة                                              | 25 أكتوبر 1971     | 18 سبتمبر 1962      |
|             | العملية المشتركة للاتحاد الأفريقي والأمم المتحدة في دارفور | ?                  | ?                   |
|             | الاتحاد البريدي العالمي                                    | ?                  | ?                   |
|             | البنك الدولي للإنشاء والتعمير                              | 27 ديسمبر 1945     | 30 سبتمبر 1963      |
|             | مجلس الأمن التابع للأمم المتحدة                            | 25 أكتوبر 1971     | 2013                |
|             | الاتحاد الدولي للاتصالات                                   | 1 سبتمبر 1920      | 12 ديسمبر 1962      |
|             | منظمة حظر الأسلحة الكيميائية                               | ?                  | ?                   |
|             | مؤسسة التمويل الدولية                                      | 15 يناير 1969      | 6 نوفمبر 1975       |
|             | المركز الدولي لتسوية المنازعات الاستشارية                  | 6 فبراير 1993      | 14 نوفمبر 1979      |
|             | منظمة التجارة العالمية                                     | 11 ديسمبر 2001     | ?                   |
|             | منظمة الشرطة الجنائية الدولية                              | ?                  | ?                   |
|             | البنك الإفريقي للتنمية                                     | ?                  | ?                   |

## وصلات خارجية
- موقع وزارة الخارجية الصينية
- موقع وزارة الخارجية الرواندية